# Florence Devouard
Florence Devouard, née le 10 septembre 1968 à Versailles, est une ingénieure agronome française, devenue dirigeante associative.
Vice-présidente de Wikimédia France de 2004 à 2008, elle préside la Wikimedia Foundation de 2006 à 2008.

## Biographie
Née à Versailles en septembre 1968, Florence Jacqueline Sylvie Nibart grandit à Grenoble, étudie à Nancy et réside à Anvers en Belgique et à Tempe en Arizona,. Elle s'installe ensuite à Malintrat — dont elle est conseillère municipale de 2008 à 2013 —, dans le Puy-de-Dôme.
Elle est mariée et mère de trois enfants,.

### Formation
Elle est ingénieure en agronomie et industries agroalimentaires de l'École nationale supérieure d'agronomie et des industries alimentaires (ENSAIA) et diplômée d'études approfondies en génétique et biotechnologies de l'Institut national polytechnique de Lorraine (INPL).

### Carrière professionnelle
Elle travaille un temps dans la recherche publique, notamment à l'Institut national de la recherche agronomique (INRA) et au Centre national de la recherche scientifique (CNRS), où elle s'occupe de dépollution des sols.
En juillet 2008, elle s'installe comme consultante indépendante, proposant conseil, formation ou séminaires sur les « pratiques collaboratives en ligne ». Constatant que « les wikis permettent de casser les silos dans les entreprises », elle a lancé un wiki sur des initiatives innovantes reproductibles au niveau mondial.
Florence Devouard travaille également régulièrement comme collaboratrice scientifique à l’université SUPSI (en) (Scuola universitaria professionale della Svizzera italiana), dans le cadre de projets de recherche appliquée dans le secteur de l'éducation ou de l'art.

### Wikimedia Foundation
S'engageant en février 2002 dans Wikipédia, elle s'implique fortement dans sa structuration et dans la création de la Wikimedia Foundation. Elle en est élue membre du conseil d'administration et est vice-présidente du premier bureau à partir de juin 2004. En octobre 2006, elle devient présidente de la Wikimedia Foundation, en remplacement de son fondateur Jimmy Wales, désormais président d'honneur. Sous sa présidence, en 2007, l'encyclopédie rentre dans le top 10 des sites français.
En mai 2008, elle annonce qu'elle n'est pas candidate au renouvellement de son siège de membre du conseil d'administration de Wikimedia Foundation, prévu lors du scrutin du mois de juin. Le 17 juillet 2008, le nouveau conseil d'administration élit Michael Snow.

### Wikimédia France
Elle est membre fondateur de l'association Wikimédia France, en 2004, et membre de son conseil d'administration, jusqu'en 2012.

### Autres
Elle est vice-présidente depuis au moins 2014 de la fondation suisse Ynternet.org, qui s'intéresse à promouvoir la culture de la communication électronique libre.
Elle intègre le conseil d'administration de l'association Open Food Facts en 2019.

## Fossé des genres et représentation africaine sur Wikipédia
Florence Devouard participe à des initiatives concernant la place des femmes et le fossé des genres sur Wikipédia et elle s'investit également pour une meilleure inclusion de l'Afrique dans les projets du mouvement Wikimedia.

### Fossé des genres
En septembre 2015 elle est invitée à donner une conférence sur le fossé des genres à l'Université de Genève,.
En 2018, elle co-organise le lancement du projet des sans pagEs Méditerranée.
Le 12 juin 2018, elle est invitée par la HEG de Genève pour faire une présentation sur les Fake news.

### Place de l'Afrique sur Wikipédia et dans le mouvement
Florence Devouard crée Wiki Loves Women, Wiki Loves Africa, WikiChallenge Ecoles d'Afrique ainsi que Wikifundi, l'outil du concours. Il s'agit de projets destinés à augmenter la part des contenus africains sur Wikipédia, ainsi qu'à promouvoir la participation des contributeurs et des contributrices africaines.

#### Wiki Loves Women
En 2016, elle lance avec Isla Haddow-Flood le projet Wiki Loves Women,, financé par l'Institut Goethe à hauteur de 120 000 euros. Le projet vise à développer la communauté en Côte d'Ivoire, au Cameroun, Ghana, et Nigeria pour produire des contenus sur les femmes africaines sur les projets Wikimédia. En 2018, le projet s'étend à la Tanzanie et à l'Ouganda, grâce au support de la Wikimedia Foundation.

#### WikiFundi
Florence Devouard est à l'origine de la plateforme logicielle WikiFundi, qui vise à permettre la contribution hors ligne sur Wikipedia,. Devouard utilise ensuite WikiFundi dans le cadre de projets éducatifs, tels que WikiAfrica Schools ou le WikiChallenge Ecoles d'Afrique.

#### Wiki Loves Africa
Florence Devouard lance avec Isla Haddow-Flood le concours photographique thématique annuel Wiki Loves Africa en 2014.

## Distinctions

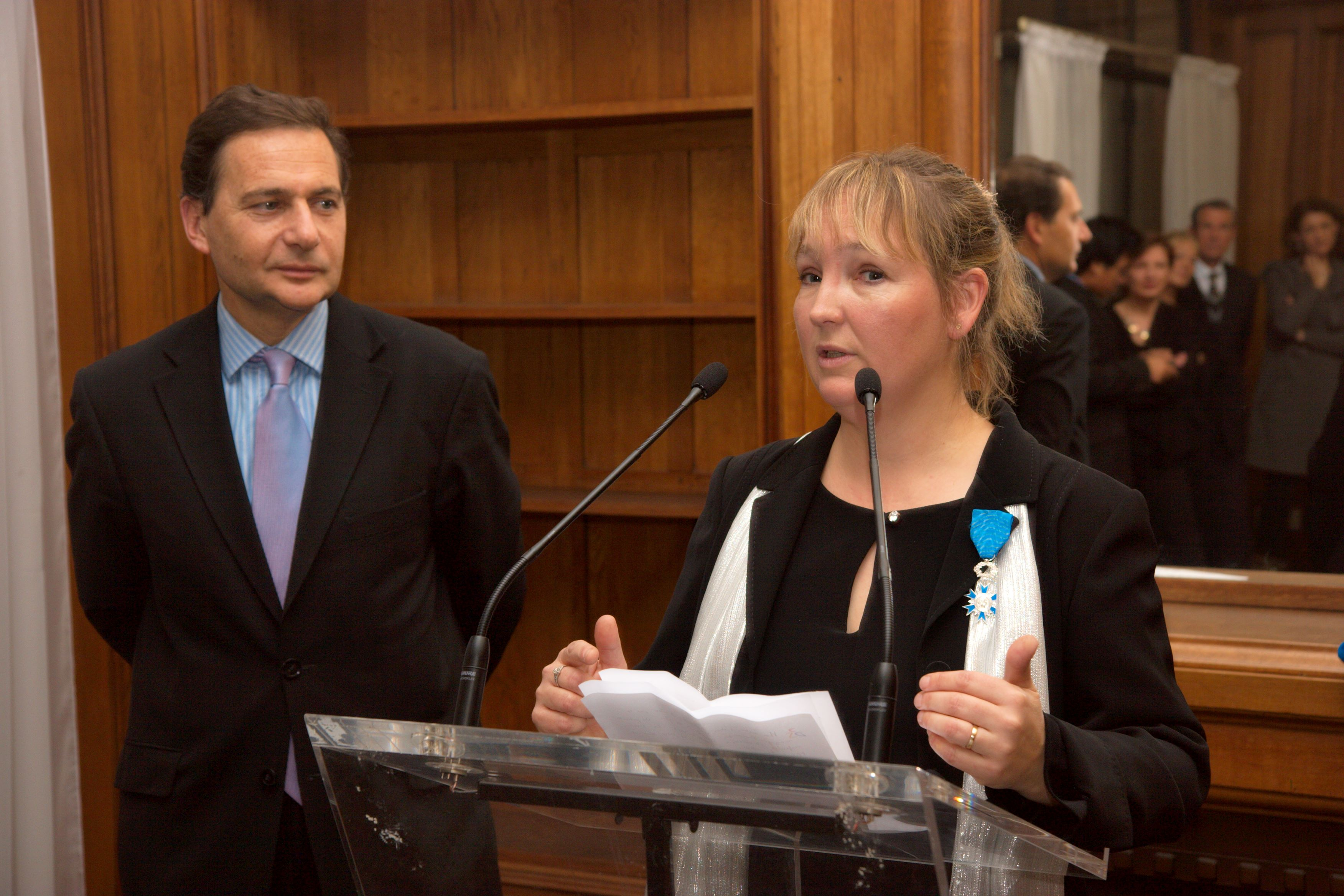
Discours de Florence Devouard lors de la remise de son ordre national du Mérite.

Le 16 mai 2008, elle est nommée chevalier de l'ordre national du Mérite ; la médaille lui est remise le 17 décembre 2008 par Éric Besson, secrétaire d'État chargé de la Prospective et de l'Évaluation des politiques publiques.
En octobre 2008, elle reçoit un Montgolfier, décerné par la Société d'encouragement pour l'industrie nationale dans la catégorie « communication et formation »,.

### Ouvrages et publications
- (en) Heather Ford, Iolanda Pensa, Florence Devouard, Marta Pucciarelli et Luca Botturi, « Beyond notification: Filling gaps in peer production projects », New Media & Society, SAGE Publications, vol. 20, no 10,‎ 24 mars 2018, p. 3799–3817 (ISSN 1461-4448 et 1461-7315, OCLC 41428149, DOI 10.1177/1461444818760870).
- Fragments de Modernité - Forum d'Action Modernités, Dégager l'Horizon, 2013, Édilivre  (ISBN 2332553517)
- (en) Common knowledge, The challenge of transdisciplinarity, 2011, Epfl  (ISBN 978-1-4398-6331-2)
- Florence Devouard et Guillaume Paumier, Wikipédia : Découvrir, utiliser, contribuer, Presses universitaires de Grenoble, 2009, 79 p. (ISBN 2-7061-1495-9, BNF 41409049).